# الإخوة لوميير
الأخوان لوميير (بالفرنسية: Les Frères Lumière)‏ هما: أوغست لوميير (بالفرنسية: Auguste Lumière)‏ ولويس لوميير (بالفرنسية: Louis Lumière)‏ وهما مهندسان وصناعيان فرنسيان لعبا دورا رئيسيا في تاريخ السينما والتصوير الفوتوغرافي، ويعدان من أوائل صناع الأفلام. يعتبر عرضهم السينمائي العام سنة 1895 لعشر أفلام مدة كل منهم حوالي ستة وأربعون ثانية بباريس من أشهر أوائل العروض السينمائية، كما تطغى شهرتهم على شهرة مواطنهم لوي لو برينس الذي يجمع معظم المؤرخون على أنه أول من صنع فيلم سينمائي متحرك.

## التاريخ
وُلِد الأخوان لوميير في بيزانسون، فرنسا، لأبوين تشارلز أنطوان لوميير (1840-1911) وجين جوزفين كوستيل لوميير، اللذين تزوجا عام 1861 وانتقلا إلى بيزانسون، وأنشأوا استوديوًا صغيرًا للصور الفوتوغرافية حيث وُلد أوغست ولويس. انتقلوا إلى ليون في عام 1870، حيث ولد إدوارد وثلاث بنات. التحق كل من أوغست ولويس بمدينة لامارتينير، أكبر مدرسة فنية في ليون. أنشأ والدهم تشارلز أنطوان مصنعًا صغيرًا لإنتاج لوحات التصوير الفوتوغرافي، ولكن حتى مع لويس وأخته الصغيرة اللذان كانا يعملان من الساعة 5 صباحًا حتى 11 مساءً. كانت كان المصنع على أبواب الإفلاس، وبحلول عام 1882 بدا الأمر وكأنه سيفشل. عندما عاد أوغست من الخدمة العسكرية، صمم الأولاد الآلات اللازمة لأتمتة إنتاج لوحات والدهم وابتكروا لوحة صور جديدة ناجحة للغاية، «آداب السلوك»، وبحلول عام 1884، وظف المصنع عشرات العمال.
لقد حصلوا على براءة اختراع للعديد من الإختراعات المهمة التي أدت إلى ابتكار كاميرا الفيلم، وأبرزها ثقوب الفيلم (التي نفذها في الأصل إميل رينو) كوسيلة لتقدم الفيلم من خلال الكاميرا وجهاز العرض. حصل المصور السينمائي الأصلي على براءة اختراع من قبل ليون غيوم بولي في 12 فبراير 1892. تم تطوير المصور السينمائي وهو جهاز ثلاثي في قطعة واحدة يمكنه تسجيل الصور المتحركة وتطويرها وعرضها من قبل لومييرز. قام الأخوان بتسجيل براءة اختراع نسختهم الخاصة في 13 فبراير 1895.
تاريخ تسجيل أول فيلم لهما محل خلاف. في مقابلة مع جورج سادول في عام 1948، أخبر لويس لوميير أنه صور الفيلم في أغسطس 1894. وهذا ما شكك فيه المؤرخون (سادول، بينيل، شاردير) الذين يعتبرون أن كاميرا لوميير لم تكن موجودة قبل نهاية عام 1894، وأن فيلمهم الأول (خروج مصنع لوميير في ليون) تم تسجيله في 19 مارس 1895، ثم تم عرضه علنًا في 22 مارس 1895 في الجمعية التحفيزية للصناعة الوطنية في باريس.
رأى الأخوان لوميير الفيلم على أنه حداثة وانسحبوا من صناعة الأفلام بحلول عام 1905. واستمروا في تطوير أول عملية ألوان تصويرية عملية، وهي لوميير أوتو كروم.
توفي لويس في 6 يونيو 1948 وأوغست في 10 أبريل 1954. ودُفِنا في مقبرة عائلية في مقبرة نيو جولوتيير في ليون.

## أول عروض
قدم الإخوة اختراعهم في 22 مارس 1895 في باريس، في جمعية تنمية الصناعة الوطنية، أمام جمهور من 200 شخص، أحدهم كان لويون غومونت، ومدير شركة كوندور جينيرال دي لي فوتغرافي. كان التركيز الرئيسي للمؤتمر من قبل لويس لوميير يتعلق بالتطورات الأخيرة في صناعة التصوير الفوتوغرافي، ولا سيما البحث في تعدد الألوان (التصوير الفوتوغرافي الملون). كانت مفاجأة لوميير أن الصور المتحركة بالأبيض والأسود استحوذت على اهتمام أكبر من الصور الملونة. عرض الأمريكي وودفيل لاثام فيلمه بعد شهرين من المؤتمر في 20 مايو 1895. كان أول عرض علني للأفلام الذي كان مدفوعاً للجمهور هو برنامج للأخوين سكلادانوفسكي أقيم في 1 نوفمبر 1895 في برلين.
قدم الإخوة لوميير أول عرض عام مدفوع في 28 ديسمبر 1895، في إنديان جراند كافيه لاونج في باريس. تألف هذا العرض التقديمي التاريخي من الأفلام العشرة التالية (بترتيب العرض):
1. La Sortie de l'usine Lumière à Lyon (حرفيًا، «الخروج من مصنع لوميير في ليون»)، 46 ثانية
2. Le Jardinier l'Arroseur Arrosé («البستاني»)، 49 ثانية
3. Le Débarquement du congrès de photograpie à Lyon («إنزال مؤتمر المصورين في ليون»)، 48 ثانية
4. La Voltige («راكبو الخيل»)، 46 ثانية
5. La Pêche aux poissons rouges («صيد السمك الذهبي»)، 42 ثانية
6. Les Forgerons («حدادون») 49 ثانية
7. Repas de bébé ("Baby's Breakfast" (تعني، «وجبة الطفل»))، 41 ثانية
8. Le Saut à la couverture («القفز على البطانية»)، 41 ثانية
9. La Place des Cordeliers à Lyon («ساحة كورديليرس في ليون» - مشهد شارع)، 44 ثانية
10. La Mer Baignade en mer («الاستحمام في البحر»)، 38 ثانية

يبلغ طول كل فيلم 17 مترًا، وعندما يتم تحريكه يدويًا عبر جهاز عرض، فإنه يعمل حوالي 50 ثانية.
ذهب الإخوة في جولة مع المصور السينمائي في عام 1896، في زيارة إلى بروكسل (المكان الأول الذي عُرض فيه فيلم خارج باريس في غاليري ساينت هوبيرت في 1 مارس 1896)، بومباي، لندن، مونتريال، مدينة نيويورك، فلسطين وبوينس آيرس.
في عام 1896، بعد بضعة أشهر فقط من العروض الأولية في أوروبا، عُرضت أفلام الأخوان لوميير في مصر، أولاً في بورصة طوسون في الإسكندرية في 5 نوفمبر 1896 ثم في حمام شنايدر (شنايدر باث) في القاهرة.

## بدايات التصوير الفوتوغرافي الملون
صرَّح الإخوان بأن «السينما اختراع بلا مستقبل» ورفضوا بيع كاميرتهم لمخرجين آخرين مثل جورج ميلييس. هذا جعل العديد من صانعي الأفلام مستاءين. وبالتالي، كان دورهم في تاريخ صناعة الأفلام قصيرًا. بالتوازي مع عملهم السينمائي، جربوا التصوير الفوتوغرافي الملون. لقد عملوا على عدد من عمليات التصوير الفوتوغرافي الملون في تسعينيات القرن التاسع عشر بما في ذلك عملية ليبمان (تداخل الصبغة الشمسية) وعملية «الغراء ثنائي اللون» الخاصة بهم، وهي عملية ألوان مطروحة، تم عرض أمثلة منها في معرض يونيفرسال في باريس عام 1900. هذا الأخير تم تسويق العملية به بواسطة الإخوة. في عام 1903 حصلوا على براءة اختراع لعملية التصوير الفوتوغرافي الملونة، وهي لوميير أوتو كروم، والتي تم إطلاقها في السوق في عام 1907. خلال معظم القرن العشرين، كانت شركة لوميير منتجًا رئيسيًا لمنتجات التصوير الفوتوغرافي في أوروبا، ولكن الاسم التجاري لوميير اختفى من السوق بعد الاندماج مع إلفورد.

## روابط خارجية
- أوغست و لوي لوميير على موقع IMDb (الإنجليزية)
- أوغست و لوي لوميير على موقع الموسوعة البريطانية (الإنجليزية)